# Benický hřbitov
Benický hřbitov se nachází v Praha 10 v městské části Benice, na rohu ulice K Lipanům a odbočky na Kolovraty. Zajímavostí je, že se jedná o nejmenší hřbitov na území Prahy. Některé weby jako nejmenší pražský hřbitov uvádějí Ruzyňský toleranční hřbitov, ten je však se svými rozměry přibližně 35 x 41 metrů asi dvakrát větší než Benický, jehož rozměry jsou cca 34 x 19 metrů. V dubnu 2021 se na hřbitově nacházelo 63 hrobů. Nejstarší hrob pochází z roku 1916 a patří paní Ant. Medunové. Na hřbitově se nachází několik památných lip.